# Râul Ordea
Râul Ordea este un curs de apă, afluent al râului Cucuteni. 